# ワカンダ
ワカンダ（Wakanda）は、マーベル・コミックより出版されているアメリカン・コミックスに登場する、アフリカの架空の国。アフリカ先住民の国々の中でも主要とされ、スーパーヒーローのブラックパンサーの本拠地およびヴィブラニウムの原産国でもある。
スタン・リーとジャック・カービーにより生み出され、『ファンタスティック・フォー』#52（1966年7月）で初登場した。

## 語源
"Wakanda"（ワカンダ）の名称の語源には諸説ある。スー族の "Wakanda"、"Wakonda"、"Waconda"（ワカン・タンカ）と呼ばれる神にインスピレーションを受けたとする説、エドガー・ライス・バローズが1915年に執筆した小説（出版は死後の1957年）『The Man-Eater』に登場する架空のアフリカ部族 "Wakandas" を由来とする説、ケニアのカンバ族の "Akamba"、"Wakamba" を由来とする説、コンゴ語で家族を意味する "kanda" を由来とする説がある。

## 所在地

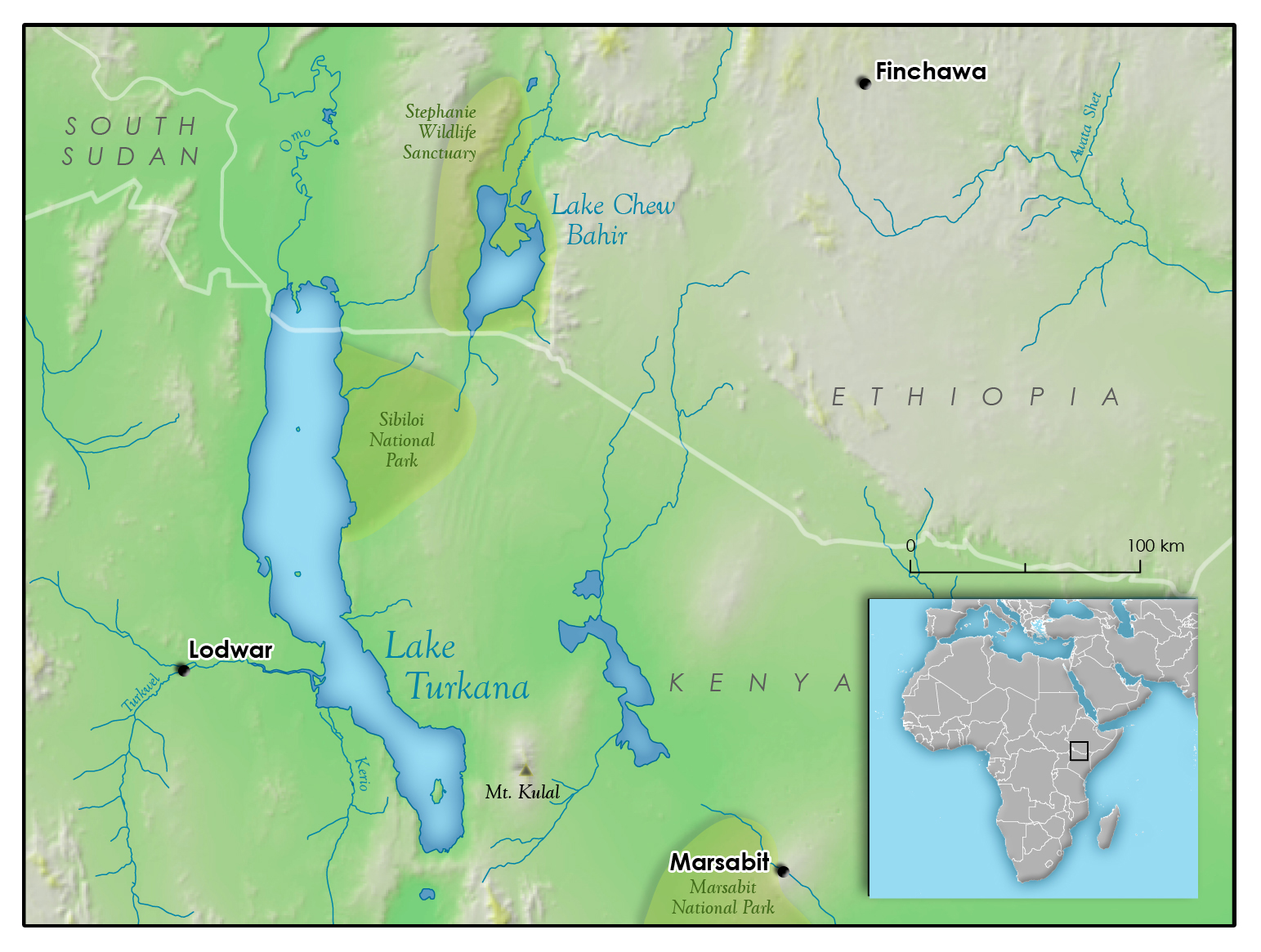
MCUでは、ワカンダはトゥルカナ湖の真北で、ケニア、エチオピア、ウガンダ、南スーダンに隣接する架空の地点となっている。

ワカンダの位置は東アフリカと設定されているが、その正確な位置は出版時期によって様々となっている。タンザニアの真北に位置するとするものや、『Marvel Atlas』#2のようにトゥルカナ湖の北端に位置し南スーダン、ウガンダ、ケニア、ソマリア、エチオピアの間（かつ架空の国 Azania、Canaan、Narobia に囲まれている）に位置するとするものもある。マーベル・シネマティック・ユニバース（MCU）では、『Marvel Atlas』#2での位置が採用されている（詳細は後述）。タナハシ・コーツによる近年のストーリーでは、ワカンダは架空の国 Mohannda、Canaan、Azania、Niganda の近くのヴィクトリア湖に位置している。

## 信仰
主に古くからの伝説に登場するパンサーの神バースト、セクメトを信仰している。また、禁止された宗教にはホワイトゴリラ教が存在する。

## MCU版

### 概要と歴史
中央アフリカの小国。国土の位置としてはトゥルカナ湖の北端で、エチオピア、南スーダン、ウガンダ、ケニアに隣接する架空の地点となっている。
表向きは農牧業が盛んで、古来の文化と歴史と伝統を有する発展途上国だが、実は太古の昔にこの地に隕石として落下した希少鉱石“ヴィブラニウム”の研究を進め、最先端の科学技術や高度な医療技術などの文明を急発達させており、現時点において地球上でもっとも発展した国家を形成している。
非常に高度な文明を有していることから、世界中からヴィブラニウムや先進技術をはじめとした本国の資産の盗難・悪用・争奪を想定して、大昔から国自体の存在を厳重に秘匿しており、国内に侵入者が現れたら決して生かしては帰さない姿勢を崩さず、同時にスパイを世界中に放って国際的動向を探り続けてきた。外界で起こっていた奴隷や戦争などの人類の残虐な歴史を認知しながらも歴代の国王は、本国を守護する戦士“ブラックパンサー”として本国の秘密とヴィブラニウムを守ることに徹し、外界に干渉せずに世界から本国の存在を隠す目的で、辺境の山々などの大自然に加えて、ジャングルや丘陵に偽装した高度な光学迷彩とエネルギーシールドで国境の周りを覆い、外部からの隔離を強固にした。そのため、本国は貧しい牧畜民の住む第三世界の小国に見せかけて、他国の支援を受けず、国民もスパイ以外は滅多に国外に出ないなど、厳格な鎖国状態を長年一貫してきた。
だが2016年、国王“ティ・チャカ”の“ソコヴィア協定”調印式への出席、その際のテロ攻撃に巻き込まれたティ・チャカの死、それに伴って彼の息子である王子“ティ・チャラ”への王位継承、本国と因縁を持つテロリスト“エリック・キルモンガー（ウンジャダカ）”による王位強奪に始まる本国の内乱など、前代未聞の事態が立て続けに起こり、これを機に新国王となったティ・チャラは、本国を全世界に開国することを決意した。
余談だが、国内から拝める朝日と夕日は、この地に慣れ親しんだ国民たちをも飽きさせずにその心を奪うほど美しい。

### 『ホワット・イフ...?』版
現在のところ、“アース21818”、“アース89521”、“アース32938”に、各々の宇宙におけるワカンダの存在が確認されており、基本的な概要は正史のワカンダと同様だが、描写された限りではいずれのワカンダも鎖国状態が続いている、或いは開国したと言及されていない。

### 地理
ゴールデン・シティ（Golden City）
ワカンダの首都で、別名“ビルニン・ザナ（Birnin Zana）”。緑豊かな河谷、天然資源の豊富な山脈のほか、そびえ立つガラスの超高層ビルは耐震設計ながら茅葺小屋の円筒形の屋根のような独特な形状をしているなど、最先端の技術と伝統的なデザインを融合した街並みを築いている。ビルの谷間にはバザーが開催されており、その雑踏の中を交通機関である磁気浮上式バスが運行している。“ステップタウン”という地区もあり、そこは多国籍アフリカ料理の匂いが漂い、流行の最先端を行く民たちがアフロパンク風の服を着ているなど、ワカンダの行政、教育、芸術、商業の中心である。
宮殿
ゴールデン・シティに位置する、ゴールデン族の御殿。国王と各部族の族長たちが集い評議会を開く謁見の間や、航空機の発着設備などが構えられている。
航空機の発着設備は、鎖国時代には専ら王族の専用機である“ロイヤル・タロン・ファイター”のためのものだったが、開国後には、本国に来訪したスティーブ・ロジャース/キャプテン・アメリカ（初代）たち“アベンジャーズ”が乗ってきた“クインジェット”を着陸させている。
このほかにも、公共図書館や大学のタワー、コミュニティ・ホスピタル、屋外ショッピングプラザなどが都市の各所に点在している。
バシェンガ山（Mount Bashenga）
ワカンダの代表的な山岳で、その名はワカンダの歴史の中で最初にブラックパンサーとなった男“バシェンガ（Bashenga）”の名前に由来している。山頂には航空機の発着設備が、中腹には巨大な黒豹の像がそれぞれ構えられており、双方共に山岳の地下の“グランド・マウンド”へ繋がる空洞がある。
ウンジャダカにより、本国が一時的に支配され、ティ・チャラたちとの間で発生した内戦の舞台にもなった。
グランド・マウンド（Great Mound）
バシェンガ山の地下に位置する、太古にこの地に落下したヴィブラニウムの隕石によって形成された、世界で唯一のヴィブラニウムの巨大な鉱床。前述の2つの空洞とは複数のエレベーターで繋がっており、鉱床の所々が青色に妖しく光り、高速でヴィブラニウムを運ぶ目的で複数の“マグレヴ・トレイン”が走る線路が張り巡らされている。線路には加工前のヴィブラニウムを不活性化させて、安全に高速輸送させるために必要な“ソニック・スタビライザー”という光るパネルが多数備わっている。
ここの線路で、ティ・チャラとウンジャダカの最後の決闘が繰り広げられた。
シュリのラボ（Shuri's Lab）
バシェンガ山地下に建てられた、“ワカンダ・デザイン・グループ”の技術開発研究所。所内はシュリの発明品や医療設備が多数置かれており、ここから“リモート・アクセス・キモヨ・ビーズ”を取り付けたビークルを遠隔操作することも可能で、さらに壁際の巨大な窓からグランド・マウンドを見渡すことができる。窓は強化ガラスとなっており、ブラストを浴び続けても一定時間分は耐えられる。
ワカンダ・メディカル・センター（Wakanda Medical Center）
世界最先端の医療技術を誇る、ワカンダの医療施設。“アベンジャーズの内乱”後には、バッキー・バーンズ/ウィンター・ソルジャーがここの冷凍睡眠装置を身を委ね、アベンジャーズの来訪時にはシュリがヴィジョンの額の“マインド・ストーン”を取り除くための手術を行った。
ウォーリアー・フォールズ（Warrior Falls）
ワカンダの王位継承の儀式の場となる一組の滝。滝の頂上の水中に隠されている装置に衝撃を与えることで流れ落ちる水を抑えて、儀式を見届ける各部族の人たちが立ち並ぶための岩肌を露出させる。
共同墓地
ワカンダの国民たちが崇拝する、彼らの先祖が眠る場所。同時にここでヴィブラニウムの影響で数百万年前から変異してきた原産植物の“神秘のハーブ”を貯蔵しており、ズリによってこの場所と共に管理されていた。
ボーダー族の村
ボーダー族が暮らす国境の草原に築かれた農村。ウカビたちによって戦闘のためのサイが複数飼育・訓練されている。
ジャバリ・ランド（Jabari Land）
ゴールデン・シティから遠く離れた雪に覆われる岩山一帯に、ジャバリ族が自分たちの土地として築き上げた孤立した領地。
ティ・チャラがウンジャダカに儀式で一度敗れた後に逃げ延びたナキアたちは、エムバクらジャバリ族の協力を得ようとこの地を訪ねた。
ゴリラ・シティ（Gorilla City）
ジャバリ族が住む町。雪山の中腹に築き上げられた集落は、広大で美しい木造建築の数々が立ち並ぶ。ウンジャダカに一度敗れて意識を失った状態のティ・チャラも、エムバクによってここに収容されていた。
ジャバリ族の宮殿
ジャバリ・ランドの山頂に構えられたエムバクの王宮。長大な橋が架かり、伝統的な儀式と近代的な創意工夫・堅木張りの床が混ざった建築物で、エムバクが腰掛ける玉座の間は、天井に多数の木材が吊るされ、美しいジャバリ・ランドの風景を見下ろすことができる。
このほかにも、バッキーが眠っていた村などが、ワカンダが登場するMCU作品で描写される。

### 部族
ワカンダの国民は、“ゴールデン族（王族）”を筆頭に、“リバー族（川族）”・“ボーダー族（国境）”・“マーチャント族（商人）”・“マイニング族（鉱山）”・“ジャバリ族”の計6つの小部族で構成される。豊かな文化と高い教育水準を誇り、公用語は英語とコサ語だが、前者は過去に他国によってワカンダが植民地化されたことがないため全てアフリカ訛りで、文字は独特の象形文字を使用している。また、国民には姓名がなく、親子であるティ・チャラとティ・チャカも“ティ”が姓字というわけではない。部族ごとに物事に対する見方が異なり各々の指針があるが、そのうちの4つ（リバー族、マイニング族、マーチャント族、ボーダー族）は1万年前にバシェンガ/初代ブラックパンサーの統治下で統一され、“バースト”と呼ばれる守護神の黒豹を信仰している。
彼らは挨拶や敬礼の表明などの際には、拳を握った両腕を身体の前にクロスしながらワカンダ・フォーエバー（Wakanda Forever）と発声し、母国を讃える。
ゴールデン族（Golden Tribe）
黒や紫をイメージカラーとする、ワカンダの頂点に立ち、統率する部族。ティ・チャラや彼の家族が属する。
ボーダー族（Border Tribe）
青をイメージカラーとする、ワカンダの国境を警備し、他国からの侵入を防ぐことを使命とする部族で、族長はウカビ。この部族に属する者たちの髪型は、男性が刈り上げ、女性は現代的なアップヘアとなっている。その使命から、攻守のバランスがとれた武器を装備し、国への忠誠心も高いため、たとえ他所者に王位が移行しても、ウカビが認めればその者に従う。
リバー族（River Tribe）
緑をイメージカラーとする部族で、ワカンダの河川を取り仕切る使命を持つ部族。この部族に属する者は草花や貝殻で作られた髪飾りを装飾品として身につけている。この部族の族長は、下唇に円盤を埋めており、ナキアも属している。
マーチャント族（Merchant Tribe）
紫をイメージカラーとする部族で、ワカンダの貿易や、衣服・工芸品の製造を行っている。
マイニング族（Mining Tribe）
赤をイメージカラーとする部族で、ヴィブラニウムと、その鉱床であるグランド・マウンドの管理・採掘を行っている。この部族に属する者は、頭髪に赤土を塗る。
ジャバリ族（Jabari Tribe）
1万年前の初代ブラックパンサーの統治による統一を唯一拒否し、ワカンダの人里を離れて遠くの山奥で暮らしてきた部族。族長はエムバクで、彼らは独自の文化を築いただけあって、英語とイボ語の方言を言語とし、菜食主義で、ハヌマンと呼ばれるホワイトゴリラ神を信仰して、自らヴィブラニウムの使用を断ち、自然主義を表す毛皮と木を主な資源として活かすなど、他の部族とは異なる点を数多く有している。ワカンダの国民の一部ではあるが、彼らに対するブラックパンサーの支配は薄く、何世紀もの間国王に忠誠を誓わずにいたため、昔の取り決めにより王位継承の儀式への実質的な参加資格はない。この部族の戦士たちは皆、他の部族以上で大柄で屈強な体躯を誇り、木や毛皮を加工しただけの武装を用いる。さらに戦地に現れた際には、敵への威嚇としてゴリラのように吠える。

### 人物

#### ゴールデン族
ティ・チャカ / ブラックパンサー［先々代］（T'Chaka / Black Panther［Predecessor］）
演 - ジョン・カニ、アタンドワ・カニ（若年期）
日本語吹替 - 佐々木敏、滝知史（若年期）
ワカンダのかつての国王にしてブラックパンサーでもあったティ・チャラとシュリの実父。国民や家族から愛され、ティ・チャラにとって憧れの存在でもあったが、1992年のオークランド訪問で起こしてしまったウンジョブとの一件を、ワカンダのために隠蔽していた過去があった。
ウィーンでのソコヴィア協定の署名式で発生した爆破テロによって絶命する。
ラモンダ（Ramonda）
演 - アンジェラ・バセット
日本語吹替 - 幸田直子
ティ・チャラとシュリの実母でワカンダの女王。夫のティ・チャカを亡くした悲しみにくれながらも、持ち前の慈悲深さでティ・チャラやシュリを優しく支え、リーダーシップと穏やかさで評議会の人々もまとめると同時に、危機的状況から避難するよう促されても、逃げる訳にはいかないと拒否して自身も最後まで立ち向かおうとする確固たる意志を持つ女性である。
描写
『ブラックパンサー』
儀式ではシュリと共に、前座で軽快に踊ったり、エムバクに苦戦するティ・チャラを激励しながら応援した。また、ウンジャダカにティ・チャラが一度敗れた際には、ナキアやシュリ、エヴェレット・ロスと共にジャバリ族の下へ赴いてエムバクに協力を頼み、彼らに救われたティ・チャラを復活させ、息子の決戦への出発を見送る。
事後は、ワカンダの評議会の面々と共にワカンダの国王に復位した息子を迎える。
『アベンジャーズ/エンドゲーム』
物語のラストに登場。“デシメーション”から復活したティ・チャラやシュリと共に、ゴールデン・シティの夜景を眺める。
『ホワット・イフ...?』
シーズン1
第2話
アース21818におけるラモンダが物語のラストに登場。2カットのみで、台詞無しの出番だったが、2008年に、立派な銀河の義賊となって帰ってきたティ・チャラを温かく迎え、彼やティ・チャカ、ヨンドゥを交えて会食する。
第6話
アース32938におけるラモンダが登場。
ティ・チャラ / ブラックパンサー［先代］（T'Chala / Black Panther［Predecessor］）
ワカンダの主にして、ブラックパンサーでもあった先代国王。母国を統治しつつ、国の秘密と平和を守るために戦ってきたが、ザ・ブリップ後に病床に臥して、帰らぬ人となった。
シュリ / ブラックパンサー（Shuri / Black Panther）
ティ・チャラの妹でワカンダ王国の王女。16歳にしてヴィブラニウム工学の天才科学者・発明家でもある。ワカンダの国王であった兄を、その前向きな心で支えていったが、彼の没後に紆余曲折を経てブラックパンサーとなる。
ウンジョブ（N'Jobu）
演 - スターリング・K・ブラウン
日本語吹替 - 遠藤大智
登場作品 - 『ブラックパンサー』
ティ・チャカの弟で、ウンジャダカの父親。ティ・チャラやシュリの叔父でもある。
本編開始から30年前、アメリカでウォー・ドッグとしてスパイ活動にあたり、現地の特殊部隊に加入するが、そこで同じアフリカを故郷に持ち移民や浮浪者となった黒人たちが白人社会から不当に虐げられていることに憤って過激派組織に与し、支配者や有力者への反逆のためにユリシーズ・クロウと結託してヴィブラニウムを母国から盗み出していた。
そして1992年に、滞在先のオークランドに駆けつけた兄にその行いを咎められ、母国への連行を言い渡されるが、ズリに銃口を向けたことで彼を庇ったティ・チャカの行動により、事故的な形で死亡した。
後にハーブを飲用してかつて住んでいたオークランドのマンションの一室を模した不可思議な空間に送られたウンジャダカに声をかけて、「お前と一緒にワカンダに帰国するべきだった」と後悔の言葉を告げて涙ぐむ。
エリック・“キルモンガー”・スティーヴンス［ウンジャダカ］（Erik "Killmonger" Stevens［N'Jadaka］）
元アメリカの秘密工作員にして、アフリカ系アメリカ人の傭兵であるウンジョブの一人息子。父を殺害し、自分をオークランドに置き去りにした伯父一家への復讐と、父の悲願である黒人の社会的立場向上のため、ワカンダのテクノロジーによる世界征服を企んだ。一時はティ・チャラを倒して王位を強奪し、ワカンダを掌握したものの、再戦でティ・チャラに敗れ、絶命する。

#### その他の部族
オコエ（Okoye）
演 - ダナイ・グリラ
日本語吹替 - 斎賀みつき
“ドーラ・ミラージュ”の隊長を務める、ボーダー族の女性戦士。ティ・チャラやシュリの幼馴染みでもあり、ワカンダ王族に絶対の忠実を誓い、自ら戦線に赴いて男顔負けの実戦能力を披露する。
アヨ（Ayo）
演 - フローレンス・カサンバ
日本語吹替 - 織部ゆかり
ドーラ・ミラージュの隊員の一人で、部隊のNo.2的存在。オコエ以上に厳しい表情と態度で身構えていることが多く、ワカンダ国外の人物にやや高姿勢な物言いをぶつけることがあるが、亡命したバッキーのディプログラミングに自ら助力するなど仁心も秘めた女性で、外国の屈強な男性軍人も圧倒できるほどの戦闘能力まで有している。
描写
『シビル・ウォー/キャプテン・アメリカ』
本作でMCU初登場。オコエに代わってティ・チャラの護衛を任されており、ティ・チャラのスカウトに現れたナターシャ・ロマノフ/ブラック・ウィドウを睨むように見つめていた。
『ブラックパンサー』
本作の序盤では、帰国したティ・チャラたちを迎えるラモンダとシュリの横に立ち、王位継承の儀式（2回目）では、観戦中にティ・チャラが挑戦者であるウンジャダカに追い詰められた際に、オコエに指示求めてティ・チャラの方が王に相応しいと考えていた素振りを見せた。クライマックスでは、オコエの指示を受けてティ・チャラの援護へ数人の隊員と向かい、激戦の最中にナキア、オコエ、シュリと共にボーダー族に追い込まれるも、ジャバリ族に救われた。
物語のラストではティ・チャラたちに同行し、ワカンダ開国宣言に立ち会う。
『アベンジャーズ/インフィニティ・ウォー』
本作でも、ワカンダを守るためにドーラ・ミラージュの一員としてサノスの群勢に戦いを挑む役割で登場。ティ・チャラやオコエたちと共にワカンダに来訪したアベンジャーズを迎えると、自身はマインド・ストーンの摘出手術を実行するヴィジョンとシュリの護衛に付く。サノスの群勢と自国の軍及びヒーローたちの激戦が開始されてから暫くすると、ラボに侵入してきたコーヴァスに挑むも、敗れてしまう。
『ファルコン&ウィンター・ソルジャー』第3〜5話
本作ではヘルムート・ジモの脱獄を知り、彼を捕縛する目的で登場する。リガの町中に“キモヨ・ビーズ”を置いてバッキーを呼び込み、前国王のティ・チャカを死に追いやったジモへの憤りを隠さずに彼をワカンダに引き渡すよう迫るが、ジモを脱獄・同伴させている理由を聞くと、バッキーに8時間の猶予を与えた。
そして8時間後に、ジモを連行しようとするジョン・ウォーカー/キャプテン・アメリカ（2代目）からの管轄権の主張と馴れ馴れしい振る舞いに怒って乱闘となり、完膚無きまでにウォーカーたちや途中で止めに入ったバッキーを制圧。彼らの盾や左義手を取り上げなかった代わりに、ジモに逃亡されてしまう。この争いでバッキーとの間に溝が生じかけるも、後に“ソコヴィア”で結果的にバッキーからジモを引き渡され、彼に今回の件を懸念して「当分ワカンダに来るな」と忠告。去り際にバッキーからサム・ウィルソン/キャプテン・アメリカ（3代目）の新装備開発の依頼を受け、了承する。
エムバク（M'Baku）
演 - ウィンストン・デューク
日本語吹替 - 木村昴
ワカンダの山奥に棲み、長い間ワカンダ王家とは距離を置いてきたジャバリ族の族長。以前は古来より他部族から不当に扱われたことから王家を嫌悪していたが、現在では和解し、母国の危機には同族たちや他部族と共に活躍するようになった。
ナキア（Nakia）
演 - ルピタ・ニョンゴ
日本語吹替 - 皆川純子
登場作品 - 『ブラックパンサー』
ティ・チャラとシュリの兄妹やオコエの幼馴染みである、リバー族の女性戦士。かつてはドーラ・ミラージュやウォー・ドッグに属し、現在では母国を離れてハイチの小さな町で小学校の校長の職に就いている。
ウカビ（W'Kabi）
演 - ダニエル・カルーヤ
日本語吹替 - 中井和哉
登場作品 - 『ブラックパンサー』
ボーダー族の族長にしてティ・チャラの親友であり、オコエの夫。物静かな振る舞いをしているものの、国を脅かし、両親を殺したクロウに憎悪同然の激しい怒りを抱いて自らの手で処刑することを願ったり、ティ・チャカが一貫し続けてきたワカンダの世界に対する閉鎖的な姿勢を懐疑的に捉えるなど、強硬派的な立場の男である。
儀式では親友としてティ・チャラを応援して彼が勝利すると喜び、後にティ・チャラからクロウの連行を約束されたが、取り逃してしまったと知らされると失望し、ティ・チャラに従うことに抵抗を覚え始める。そして、国境に現れたウンジャダカが差し出したクロウの亡骸を見て、ワカンダの変革を目的に彼と結託し、王位を奪われたティ・チャラに見切りを付けてしまった。更に国が変わるためには死者が出たとしても戦争が必要だと主張し、ウンジャダカのやり方を疑問視するオコエと袂を分かってしまう。
クライマックスでは、ウンジャダカの命令で先陣を切り、ボーダー族を率いてティ・チャラやドーラ・ミラージュと大乱戦を繰り広げるが、エムバクらジャバリ族の加勢によって追い詰められてしまい、最後の足掻きとしてエムバクを葬ろうとしたものの、立ちはだかったオコエとは戦えずに降伏する。
その後の去就は直接描写されていないが、『ブラックパンサー/ワカンダ・フォーエバー』においてラモンダの言から国外追放されたことが明らかになった。
ズリ（Zuri）
演 - フォレスト・ウィテカー、デンゼル・ウィテカー（若年期）
日本語吹替 - 玄田哲章、後藤光祐（若年期）
登場作品 - 『ブラックパンサー』
ワカンダの王位継承の儀式を取り仕切る高僧で、ティ・チャカの側近でもあった長老的存在。ティ・チャラの良き教育係にして相談相手でもあり、豊富な人生経験からくる知恵を以ってして、彼に王の心得など数多くのことを教えてきた人格者である。父親の名は“バドゥ”。共同墓地で神秘のハーブの管理も担当している。若い頃はウォー・ドッグの一人で、ティ・チャカの命令で“ジェームズ”と名乗り、ウンジョブの動向を報告していた。そのため、ティ・チャカのウンジョブに対する秘密を共有し、現在に至る。
儀式の際にはティ・チャラにハーブの力の抹消と授与も行い、彼の王位継承を祝福した。しかし後にティ・チャラに彼の父の秘密を打ち明け、ワカンダに現れたウンジャダカが申し込んできた儀式の決闘も取り仕切るものの、ティ・チャラが殺されそうになると規則違反を覚悟で「殺すなら私を殺せ」と止めに入り、怒ったウンジャダカの一撃を受けて絶命する。
コリスワ（Xoliswa）
演 - サイデル・ノエル
登場作品 - 『ブラックパンサー』
ドーラ・ミラージュの隊員の一人。クライマックスでは、オコエたちと共にウンジャダカに白兵戦を仕掛けたが、ウンジャダカに取り押さえられ、咽喉を斬られて絶命する。

#### 亡命者
バッキー・バーンズ / ウィンター・ソルジャー / ホワイトウルフ（Bucky Barnes / Winter Soldier / White Wolf）
第二次世界大戦中に行方不明になり、ヒドラによって同組織の暗殺者“ウィンター・ソルジャー”に改造・洗脳された、スティーブの相棒にして、子ども時代からの親友。アベンジャーズの内乱時に指名手配された一件から、ティ・チャラの温情でワカンダに亡命。洗脳を解くために冷凍睡眠などの処置を受け、“ホワイトウルフ”の称号を授かり、数年間滞在した。

### 役職
ウォー・ドッグ（War Dogs）
世界各地で諜報活動を行うワカンダの国際スパイ。ワカンダの秘密を狙う外敵の対処と、ワカンダが世界から隔絶しないように、国際的動向の調査を主任務とする。彼らの下唇の裏には、ワカンダ人の証明である青く光る象形文字のタトゥーが彫られている。
ナキアはこの役職に就いており、かつてはウンジョブとズリもスパイだった。
ドーラ・ミラージュ（Dora Milaje）
ワカンダ国王直属の親衛隊であり、本国最強の女戦士部隊。オコエが隊長を務め、隊員たちは皆スキンヘッドが特徴で、オコエに鍛えられた選りすぐりの戦闘能力を誇る者たちであり、国王への忠誠心も厚い。赤い防護服を着用し、戦士を守り階級を表す首のリングとビーズで飾られた甲冑を身に付け、“ヴィブラニウム・スピア”で武装する。海外で国王と行動を共にする際には、目立たない黒の衣装を着る。ナキアもかつてウォー・ドッグに就く前には、この部隊に属していた。ダホメ王国に実在した女性軍団をヒントにしている。
ワカンダ・デザイン・グループ（Wakandan Design Group）
シュリのラボを活動拠点とし、シュリに率いられる世界最高水準の技術開発チーム。その技術力を活かして、ワカンダ国民の暮らしから業務にまで幅広い分野で使われる、ヴィブラニウム製のものを中心とした世界屈指の超高性能ツールやビークルなどを多数開発しており、今日でもシュリたちによって最新鋭の発明品が生み出されている。

### ヴィブラニウム
概要
遥か太古の昔に、宇宙からの隕石として地球にもたらされ、ワカンダの鉱床で採掘されるようになった、頑強で不可思議な性質を秘める鉱石。

ヴィブラニウムに由来するアイテム・ツール・テクノロジー
ヴィブラニウム隕石のエネルギーを受けて変異した“神秘のハーブ”や、ヴィブラニウムを素材にシュリつワカンダ・デザイン・グループの手で作られたツールや武器・ビークル。

### 行事
王位継承の儀式
ワカンダで新国王就任の資格を持つ者が、その王位へ即位するために挑む伝統的な儀式。その儀式はウォーリアー・フォールズでの決闘と、共同墓地での神秘のハーブの飲用の2段階となっている。
ウォーリアー・フォールズでの決闘では、全ての部族の代表者たちが前座の踊りを披露して新国王候補者の入場を迎え、儀式を執り行うズリが、各部族へ儀式の“挑戦者”がいるかどうかを尋ねる。この時、新国王候補者が既に神秘のハーブの力を得ていたら、尋ねる直前にハーブとは別の薬草を飲用して力を一度抹消しなければならない。尋ねられた全部族の代表者は、挑戦の放棄を表明する若しくは挑戦者を名乗り出させる。後者の場合は、ここから新国王候補者と挑戦者の最小限の武装による1対1の決闘が開始され、浅い滝壺に両足を浸からせながら、どちらかが降参或いは死亡することで勝敗が決まり、挑戦者全てに勝利するまで戦い続けなければならない。また、決闘中は自身の仲間たちに武器を構えさせ、自身の背後を取り囲ませることも許可されている。戦いに勝ち続けた者は正式に王位継承者と認められ、その人物による“ワカンダ・フォーエバー”の発声でその場を閉幕する。
そして共同墓地での神秘のハーブの飲用に移り、王位継承者はズリたちによってハーブを飲用され、その直後に一定の時間だけ精神世界で亡くなった近親者を含めた自身の先祖と出会い、言葉を交わせる。これを終えると、王位継承者は晴れてワカンダの国王、そしてブラックパンサーに就任する。
以上が本儀式の流れであり、ティ・チャラは2度に渡ってこの儀式に臨み、1度目は実質的な参加資格を持っていないにもかかわらず挑戦してきたエムバクに苦戦しながらも勝利し、王位を継承したが、2度目はウンジャダカの挑戦に敢えて応えたものの敗北し、王位を奪われてワカンダを一時支配されることとなった。

### 各作品での描写
『アイアンマン2』
本作では直接の言及はないが、物語の終盤でトニーとニック・フューリーの背後のモニターに映し出された地図に本国の位置が大まかにマーキングされている。
『アベンジャーズ/エイジ・オブ・ウルトロン』
MCUにおいて初めて国名が登場。クロウが入手したヴィブラニウムの唯一の原産国と判明し、ブルースが初見で発音を間違えながらも国名を口にする。
『シビル・ウォー/キャプテン・アメリカ』
MCUにおいては初めて、ティ・チャカとティ・チャラ、その別の顔であるブラックパンサーが登場する。本作の終盤ではスティーブとバッキーの亡命先として国の内部も初めて描かれる。
本作ではティ・チャラとティ・チャカがコサ語で会話するシーンがあり、ティ・チャラ/ブラックパンサーを演じたボーズマンは「ワカンダがどこにあるかに基づいて地域的なアクセントを付けている。キャラクターの文化的側面を大量に調査し、たとえ架空の文化でも、実際のアフリカの文化と地続きになる方法を考えた」と述べている。
『ブラックパンサー』
本作でワカンダが顕著に描かれ、劇中でその背景と文化をさらに進展させた。原作同様、ブラックパンサーの超人的な強さは、神秘のハーブによって得られていることも描写されている。本作開始時点では国王は不在で、新しいブラックパンサーであるティ・チャラが、王として母国を隠し守り続けたい忠誠心と、国境を越えて混沌とした外界を助けたい良心との葛藤や、ウンジャダカとの王位の争奪戦が描かれる。最終的にティ・チャラはウンジャダカを打ち負かし、国連の演説にて真のワカンダを世界中に明らかにした。
本作の人気によって、現実での世界中の選手や有名人の間で、勝利後に“ワカンダ・フォーエバー”の敬礼を表明することが流行した。
『アベンジャーズ/インフィニティ・ウォー』
本作では物語の後半から登場。サノスが“6つのインフィニティ・ストーン”を狙っていることを知ったアベンジャーズは、ヴィジョンの額から彼を殺さずにストーンの1つであるマインド・ストーンを取り除くため、本国を訪れる。そこにサノスの群勢の攻撃を受け、アベンジャーズはワカンダ軍に加勢し応戦するが、ストーンを6つ揃えたサノスによってデジメーションが発生。ティ・チャラやワカンダの多数の戦士と、数名のヒーローが塵と化して消滅してしまう。
『アベンジャーズ/エンドゲーム』
本作ではクライマックスの最終決戦時に、ゲートウェイで戦地と繋がった場所の1つとして登場し、アベンジャーズの尽力で消滅から復活したティ・チャラたちワカンダ軍やヒーローがここから戦地に駆け付けた。エンディングでは、ティ・チャラがシュリやラモンダと3人でゴールデン・シティの夜景を眺める。
『ファルコン&ウィンター・ソルジャー』第4話
本作では、バッキーとアヨの回想シーンにのみ登場。サノスの群勢の攻撃を受ける以前の2018年に、夜の山奥で焚火を前にしたバッキーがアヨの協力の下、自身にかけられた洗脳が解けたことを実感する様子が描写される。
『ホワット・イフ...?』
シーズン1
第2話
本作では、アース21818におけるワカンダが登場。
第5話
本作では、アース89521におけるワカンダが登場。
第6話
本作では、アース32938におけるワカンダが登場。
『ブラックパンサー/ワカンダ・フォーエバー』

## 他のメディア

### テレビ
- 『Fantastic Four』（1994年）第20話「Prey of the Black Panther」に登場。
- 『アイアンマン ザ・アドベンチャーズ』第15話「ワカンダの狩人」にワカンダの人物としてティ・チャラが登場。
- 『Black Panther』に登場。
- 『アベンジャーズ 地球最強のヒーロー』 Microシリーズ 第17話（アメリカ版）「Welcome to Wakanda」に登場。
- 『ディスク・ウォーズ:アベンジャーズ』第29話「国王ブラックパンサー」に登場。
- 『アベンジャーズ・アッセンブル』のシーズン3およびシーズン4に登場。

### OVA
- 『Ultimate Avengers 2』では、エイリアンの侵攻の標的として登場。外部のすべての者を敵とみなす極度の孤立主義国家として描かれる。

### ゲーム
- 『Marvel: Ultimate Alliance 2』に登場。
- 『MARVEL VS. CAPCOM 3 Fate of Two Worlds』では、ストームのエンディングにカメオで登場。
- 『Marvel Heroes』に登場。
- 『LEGO マーベル スーパー・ヒーローズ ザ・ゲーム』では、ブラックパンサーのニック・フューリーへの発言で言及される。
- 『ディズニー インフィニティ3.0』にステージとして登場[20]。
- 『マーベル VS. カプコン:インフィニット』では、『モンスターハンター4』のバルバレ（Val Habar）と統合した国家バルカンダ（Valkanda）となりステージとして登場[21]。

## その他
アメリカ合衆国農務省がインターネット上に公開した自由貿易協定のリストに、架空の国家であるワカンダが記載されていたことがある（その後削除）。同省の報道官によると、システムの動作確認のためのテストファイルを誤って公開してしまったものだという。